# Лъчезар Тошев
Лъчезар Благовестов Тошев е български политик и народен представител от Съюза на демократичните сили (СДС) в XXXVI, XXXVII, XXXVIII XXXIX, XL и XLI народно събрание.

## Биография
Роден е на 10 октомври 1962 г. в Свищов. Завършва специалност „Молекулярна биология“ в Софийския университет. Работи в институтите по молекулярна биология и по клетъчна биология и морфология към БАН.
От 1989 г. е член на Екогласност и СДС. Народен представител от СДС в XXXVI, XXXVII, XXXVIII XXXIX, XL и XLI народно събрание. Председател на парламентарната комисия по околната среда и водите в XXXVIII народно събрание (1997 – 2001). Председател на парламентарната комисия по правата на човека и вероизповеданията в XXXIX народно събрание (2001 – 2005). Член на парламентарната комисия по външна политика в XXXVI, XXXVII и XXXVIII народно събрание.
От 1992 до 2005 г. е член на Парламентарната асамблея на Съвета на Европа (ПАСЕ), като от 1998 до 2000 г. е неин вицепрезидент. В периода 1992 – 1997 г. е член на фракцията на Европейските демократи и вицепрезидент на групата в продължение на три години. След превръщането на СДС в партия през 1997 г. и ориентацията ѝ към Европейската народна партия, напуска групата и от 25 юни 1997 до 3 октомври 2005 г. е член на Групата на Европейската народна партия /Християндемократи в ПАСЕ. От септември 1997 г. до октомври 2005 г. е вицепрезидент на групата. От 1997 до 2001 г. е ръководител на делегацията на България в ПАСЕ. През 2006 г. е награден с медал „За заслуги“ на ПАСЕ и статут на почетно асоцииран към Асамблеята.
От юли 2005 г. в продължение на 3 години работи като главен експертен сътрудник в кабинета на заместник-председателя на XL народно събрание Филип Димитров. На 17 юли 2008 с решение на ЦИК е обявен за избран за народен представител в XL народно събрание.
На изборите за Европейския парламент през 2007 г. е включен в листата на СДС, но партията получава 4,74% от гласовете и остава без евродепутати.
На изборите за Европейски парламент през 2009 г. е кандидат-депутат от листата на Синята коалиция.
Избран за народен представител в XLI народно събрание на изборите от 5 юли 2009 г. в листата на Синята коалиция. На 27 ноември 2009 г. по негово предложение Народно събрание гласува решение, с което се обявява 23 август за Ден на памет за престъпленията на националсоциалистическите, комунистическите и другите тоталитарни режими и за почитане паметта на жертвите на тези режими. На 23 август 2010 г. този ден на памет, предложен от Европейския съюз през 2008 г., е честван в България за първи път.
От 28 септември 2009 г. до 29 септември 2013 г. отново е член на ПАСЕ, зам.-председател на българската делегация в Асамблеята и вицепрезидент на групата на Европейската народна партия / Християндемократи. От 30 септември 2013 г. е възобновено почетното му асоцииране към ПАСЕ. На 6 август 2013 г. с указ на президента на Унгария Янош Адер е награден с унгарския Кавалерски кръст на Ордена за заслуги. 